# Reduto Casa de João Pais Barreto
O Reduto Casa de João Pais Barreto localizava-se na região a oeste do cabo de Santo Agostinho, no litoral sul do atual estado de Pernambuco, no Brasil.

## História
No contexto da segunda das invasões holandesas do Brasil (1630-1654), na residência deste proprietário no cabo de Santo Agostinho, teria sido erguido um Reduto de campanha (BARRETTO, 1958:156).
Efetivamente, nas quatro principais relações de engenhos de açúcar apresentadas pelos invasores à Companhia Neerlandesa das Índias Ocidentais - a de José Israel da Costa (1623), a de Willem Schott (1636), a de Maurício de Nassau (1638) e a de Adriano do Dussen (1644) -, no tocante à região do cabo de Santo Agostinho, figuram dois engenhos que pertenceram a João Pais Barreto.
O "Inventário" de Schott, Conselheiro Político do Brasil Neerlandês entre 1633 e 1638, lança alguma luz sobre estas propriedades e seu estado à época:
"1 - Engenho Velho, pertencente a João Paes Barreto, fugido com Matias de Albuquerque, está situado uma milha [c. 5,5 km] a oeste do rio da Jangada, tem sua casa de purgar com paredes de alvenaria e o telhado é pela metade novo, mas o resto está arruinado. (...) a casa das caldeiras também tem paredes de alvenaria, mas o telhado está parcialmente destruído; a custo razoável poderá ser consertado, como também a moenda, ou o moinho, com o qual de mói a cana; a casa na qual morava o senhor do engenho está em muitos lugares desmoronada e não poderá ser recuperada e reconstruída senão com grande despesa; mói com água, mas o açude se rompeu e secou, o que se pode consertar com custo razoável. Se não houver inconveniências inesperadas, este engenho mói anualmente 10.000 a 11.000 arrobas de açúcar; tem uma milha de terra, em cujas várzeas é plantada a cana; (...).
As caldeiras deste engenho foram encontradas jogadas no mato. (...) No mesmo engenho foram encontradas (...) na casa de purgar 1.503 fôrmas de açúcar, (...) das quais 514 fôrmas competem ao lavrador Luís de Paiva, mas porque, tanto pelos soldados do inimigo como pelos nossos muitas fôrmas estavam quebradas, foi feito um acordo [da Companhia] com o mesmo de 480 fôrmas (...).
2 - Engenho da Guerra, pertencente ao citado João Paes Barreto, fica a menos de meia milha [c. 2 km] ao sudoeste do seu mencionado Engenho Velho; este engenho mói com bois, tem duas moendas que anualmente moem 6.000 a 8.000 arrobas de açúcar; as canas crescem nos vales em redor do engenho, tendo a terra destinada para isto a extensão de uma milha; a casa de purgar tem paredes de taipa, como também um lado da casa das caldeiras, (...). Aqui não havia casa de morada para o senhor do engenho. (...)"
Por esta fonte, portanto, confirma-se que a casa mencionada por BARRETTO (1958:156) é a casa-grande do Engenho Velho, que estava arruinada em 1635-1636, e pela qual passaram sucessivamente soldados portugueses e neerlandeses durante os embates pela posse da região do cabo (1633-1635).
Sob o tópico "Engenhos da freguesia do Cabo Santo Agostinho", no "Breve Discurso" da autoria de Nassau, datado de 14 de Janeiro de 1638, constam os dois engenhos confiscados a João Pais Barreto: o Engenho Velho e o Engenho Guerra. Este proprietário é dado como ausente nesta relação neerlandesa. Ambos os engenhos (um movido a água e outro a bois, respectivamente), moíam, isto é, estavam operando, tendo sido vendidos pela Companhia Neerlandesa das Índias Ocidentais a Nicholaes de Ridder.